# Communauté de communes de la vallée du Rupt
La communauté de communes de la Vallée du Rupt est une ancienne communauté de communes française située dans le département du Doubs et la région Bourgogne-Franche-Comté.

## Historique
La communauté (14 communes) est créée le 1er janvier 2002.
Arcey la quitte le 1er janvier 2016 pour rejoindre la communauté de communes des Isles du Doubs.
Dans le cadre des dispositions de la loi portant nouvelle organisation territoriale de la République du 7 août 2015, qui prévoit que les établissements publics de coopération intercommunale (EPCI) à fiscalité propre doivent avoir un minimum de 15 000 habitants, le 1er janvier 2017, la CC vallée du Rupt est dissoute, Désandans rejoignant la Communauté de communes des Deux Vallées Vertes, Le Vernoy, Aibre et Laire, celle du Pays d'Héricourt, et les neuf autres Pays de Montbéliard Agglomération.

## Composition
La communauté de communes de la Vallée du Rupt est composée de 13 communes :
| Nom                          | Code Insee | Gentilé       | Superficie (km2) | Population (dernière pop. légale) | Densité (hab./km2) |
| ---------------------------- | ---------- | ------------- | ---------------- | --------------------------------- | ------------------ |
| Sainte-Marie (siège)         | 25523      |               | 7,17             | 722 (2014)                        | 101                |
| Aibre                        | 25008      | Tyintières    | 4,50             | 477 (2014)                        | 106                |
| Allondans                    | 25013      | Amondanais    | 5,14             | 239 (2014)                        | 46                 |
| Désandans                    | 25198      | Désandanais   | 5,47             | 719 (2014)                        | 131                |
| Dung                         | 25207      | Cobis         | 3,22             | 646 (2014)                        | 201                |
| Échenans                     | 25210      | Loups         | 1,70             | 148 (2014)                        | 87                 |
| Issans                       | 25316      | Coucous       | 2,72             | 253 (2014)                        | 93                 |
| Laire                        | 25322      | Niauds        | 3,17             | 393 (2014)                        | 124                |
| Présentevillers              | 25469      | Pientevellais | 3,83             | 447 (2014)                        | 117                |
| Raynans                      | 25481      |               | 4,03             | 344 (2014)                        | 85                 |
| Saint-Julien-lès-Montbéliard | 25521      | Limôsins      | 3,81             | 169 (2014)                        | 44                 |
| Semondans                    | 25540      | Bouerottes    | 2,77             | 300 (2014)                        | 108                |
| Le Vernoy                    | 25608      | Moines        | 3,30             | 172 (2014)                        | 52                 |